# Castelo do Wasigenstein

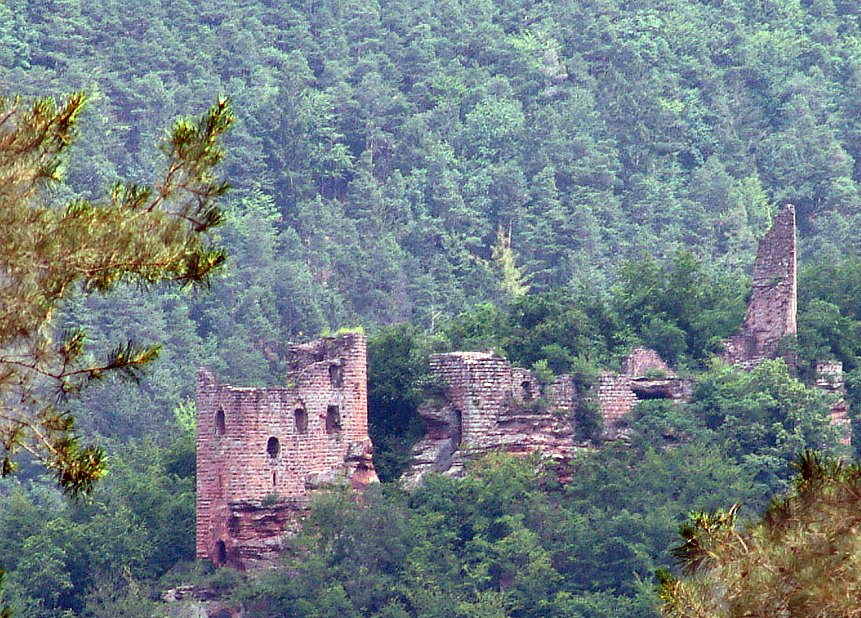
Castelo do Wasigenstein

O Castelo do Wasigenstein é um castelo em ruínas na comuna de Niedersteinbach em Bas-Rhin, na França.

## História
O local foi conhecido pela primeira vez como o centro da lenda alemã de Waltharius no século X. Dois castelos foram construídos aqui no século XIII, cada um dependente do outro. O castelo é propriedade do Estado e está classificado desde 1898 como monumento histórico pelo Ministério da Cultura da França.